# 레오나르두 자르딩
조제 레오나르두 누네스 알베스 소자 자르딩(포르투갈어: José Leonardo Nunes Alves Sousa Jardim liuˈnaɾdu ʒɐɾˈdĩ[*], 1974년 8월 1일, 바르셀로나 ~) 은 포르투갈의 축구 감독이다.

## 축구 경력
베네수엘라 바르셀로나 출신으로, 베네수엘라에 정착한 포르투갈계 부모님 사이에서 태어난 자르딩은 유년 시절에 포르투갈의 마데이라 제도로 이주했다. 2001년, 불과 27세의 나이에, 그는 감독직을 맡기 시작했고, 인근의 카마샤 수석코치직을 2년간 맡았다.
얼마 지나지 않아, 자르딩은 3부 리그 클럽의 사령탑으로 승진했고, 2007-08 시즌 중도에 같은 리그 소속의 샤베스로 이적, 북부 연고 팀이 첫 정식 시즌만에 2부 리그 승격을 이룩하게 이끌었다.
2009년 여름, 그는 베이라-마르 사령탑으로 내정되어 또다시 승격을 달성하였고, 이번에는 1부 리그 승격이었다. 자르딩은 다음 시즌, 중도에 계속되는 성적 부진으로 사령탑을 그만두었으나, 아베이루 연고의 클럽은 최종적으로 1부 리그 잔류에 성공했다.
2011년 5월, 자르딩은 스포르팅 리스본을 떠난 도밍구스 파시엥시아를 대신해 브라가의 사령탑으로 내정되었다. 그는 미뉴 연고 구단을 처음이자 마지막 시즌에 3위로 리그를 끝냈고, 이 과정에서 15연승 기록을 썼으나 - 클럽 회장과의 불화 후 떠났다.
2012년 6월 5일, 자르딩은 그리스 클럽 올림피아코스와 2년 계약을 체결하고 에르네스토 발베르데를 대신하게 되었다. 그는 이듬해 1월 19일, 클럽이 10점차 리그선두를 달림에도 불구하고 해임되면서 논란을 야기했다.
자르딩은 부모의 조국으로 2013년 여름에 돌아가 스포르팅 리스본의 2년짜리 계약서에 서명했다. 팀의 자체 유소년팀에서 자란 영건들을 주축으로 한 팀을 이끌고, 리스본 거함을 첫시즌만에 리그 준우승으로 이끌었고, 전 시즌에 대비해 승점 25점을 더 벌고, 18골을 더 넣었다.
2014년 6월 10일, 자르딩은 리그 1의 모나코와 2년 계약을 체결하고 사령탑으로 부임했고, 1년을 연장할 권한도 가졌다.

## 경력 통계
2018년 10월 7일 기준
| 팀              | 취임            | 해임             | 기록 | 기록 | 기록 | 기록 | 기록  | 기록 | 기록 | 기록  | 기록 |
| 팀              | 취임            | 해임             | 전   | 승   | 무   | 패   | 득    | 실   | 차   | %     |      |
| --------------- | --------------- | ---------------- | ---- | ---- | ---- | ---- | ----- | ---- | ---- | ----- | ---- |
| 카마샤          | 2003년          | 2008년           | 138  | 61   | 34   | 43   | 213   | 162  | +51  | 44.20 |      |
| 샤베스          | 2008년          | 2009년           | 38   | 22   | 9    | 7    | 60    | 26   | +34  | 57.89 |      |
| 베이라-마르     | 2009년          | 2011년           | 66   | 25   | 21   | 20   | 87    | 72   | +15  | 37.88 |      |
| 브라가          | 2011년 5월      | 2012년 6월       | 46   | 27   | 10   | 9    | 84    | 45   | +39  | 58.70 |      |
| 올림피아코스    | 2012년 6월 5일  | 2013년 1월 19일  | 22   | 16   | 3    | 3    | 47    | 19   | +28  | 72.73 |      |
| 스포르팅 리스본 | 2013년 5월 20일 | 2014년 6월 10일  | 35   | 23   | 8    | 4    | 77    | 28   | +49  | 65.71 |      |
| 모나코          | 2014년 6월 10일 | 2018년 10월 11일 | 232  | 125  | 52   | 55   | 438   | 286  | +152 | 53.88 |      |
| 모나코          | 2019년 1월 25일 | 2019년 12월 28일 | 37   | 14   | 10   | 13   | 54    | 51   | +3   | 37.84 |      |
| 경력 합계       | 경력 합계       | 경력 합계        | 614  | 313  | 148  | 153  | 1,060 | 689  | +371 | 50.98 |      |

출처: Zerozero

## 수상
샤베스
- 세궁다 디비상 포르투게사: 2008-09

베이라-마르
- 세군다리가: 2009-10

올림피아코스
- 수페르리가 엘라다: 2012-13
- 그리스 컵: 2012-13